# Введенская улица (Киев)
Введе́нская у́лица (укр. Вве́денська вулиця) — улица в Подольском районе города Киева, местность Подол. Пролегает от Кирилловской улицы до Почайнинской улицы.
Прилегают улицы Константиновская, Межигорская и Волошская.

## История
Улица известна с XVIII века. Вероятно, что или Введенская, или перпендикулярная к ней Волошская улица имела название Быдлого́нная, поскольку по ней гнали скот на пастбище. С 1784 до 1928 года фигурировала как Введенская — от деревянной церкви Введения Пресвятой Богородицы (считают, что она была построена на месте древнего капища языческого бога Волоса, стояла на пересечении Введенской и Волошской улиц). После пожара на Подоле 1811 года улицу полностью перепланировали. В 1928—1941 годах и в 1943—2000 годах улица имела название улица Ратманского, в 1941—1943 годах — Введенская. В 1999 году улице возвращено старинное название.

## Памятники архитектуры
По адресу ул. Введенская, № 6-Б находится флигель, возведённый в начале 1890-х годов, который принадлежал чиновнику Фёдору Барзиловскому, а потом его сыну Евграфу. Приблизительно в 1905 году усадьбу с флигелем и садом приобрела шведская подданная Тильман, которая вскоре на месте сада возвела трёхэтажный доходный дом (№ 6-А)
Усадьбу под номером 23 и 25 занимает комплекс сооружений бывшей Введенской канализационной насосной станции (1894—1912), к которой относятся: собственно старая (1894; арх. В. Городецкий) и новая плунжерная (1912) станции, а также административный и жилой дома, сторожка при входе и кирпичная дымовая труба. Эти сооружения являются памятниками технической архитектуры города.

## Важные учреждения
- Гимназия  № 107 (дом № 35)